# NGC 6103
NGC 6103 is een spiraalvormig sterrenstelsel in het sterrenbeeld Noorderkroon. Het hemelobject werd op 24 mei 1791 ontdekt door de Britse astronoom William Herschel.

## Synoniemen
- UGC 10302
- MCG 5-38-49
- ZWG 167.62
- IRAS16138+3205
- PGC 57648